# Жута линцура
Жута линцура (лат. Gentiana lutea) једна је од више законом заштићених врста из овог рода. Користи се већ више од 2000 година као изузетно популарна лековита, али и додатак који се често користи за ароматизацију алкохолних пића. Ова популарност довела је до неконтролисаног брања, па је жута линцура добила статус угрожене, а тиме и заштићене врсте. Најлековитији њен део је ризом којим се ова биљка истовремено и вегетативно размножава.
Латински име род је добио по илирском владару Генцију који је за лечење куге препоручивао жуту линцуру (G. lutea), док је врста добила име према жутој боји цветова (лат. luteus = жут).
У Србији и Црној Гори најчешће се помиње само као линцура, али обзиром на заиста велику популарност, жута линцура има веома велики број локалних имена. Њих су бележили многи наши етнолози, ботаничари, фармацеути и других научни радници: владиславка, генцијан (Орфелин); гореч, горчица, звишч, зеље од срца, лицијан, петелер(?); рафет, свиш, свишел, свишч, свишчак, цвић, кошутина брада, линцура, срчаник, срчењак, срчењача, трава од срдобоље (Вук); равен (Пеливановић); ровен (Петровић); лецијан, линцјура (Панчић); свишчел, сириштара жута, срченица (Јуришић); трава од срца. Велики је такође и број локализама и варијанти имена: сисача (Призрен), равељ (Крушевац) и др.

## Распрострањеност
Жута линцура је пореклом из алпских и подалпских предела централне и јужне Европе, где досеже надморске висине и до 4.500 м. Често се среће у планинама Шпаније и Португалије, Пиринеја, Сардиније, Корзике и Апенина, преко Јуре, Вогеза, Алпа, Француске и Швајцарске све до Балканског полуострва и Карпата. На северу Европе и Британским острвима не расте.
На Балкану се јавља највише у Босни, Лици, југозападној Србији и Рашкој области. Расте на надморским висинама од 300 до 2.500 м, па се тако на планини Столови, у Ибарској клисури, јавља на 300-400 м, на Сињајевини (Црна Гора) на 2.100 м, док се на Пелистеру (Северна Македонија) јавља до 2.300 м. Линцура из Босне је на гласу по свом квалитету, а она са Златибора позната је у свету као једна од најбољих.

## Опис биљке
Жута линцура је вишегодишња зељаста биљка. Подземни органи су врло развијени и разгранати. Ризом је кратак, дебео, грана се на 2-10 дугих, дебелих коренова. У свежем стању је сочан, једар, мек и веома се лако сече. На пресеку је бео и изузетно горког укуса. Стабљика је неграната, права и снажна, висине до 1,5 м.
Листови су голи, целог обода, са нервима савијеним у лук. У доњем делу стабљике, при земљи, су веома крупни, на дршкама, широко елиптични, плавичасто зелени, наборани и меки. У горњем делу стабла су ситнији, седећи (без дршке), јајасти, зашиљени, при основи срасли у рукавац. У првој години живота ствара само розету приземних листова, касније из лисне розете израста стабло, док се цвет јавља тек треће или четврте године.
Цветови су крупни, златно жуте боје, удружени у пазуху листова и поређани у спратове на горњој половини стабљике. Цвета од јула до августа. Опрашују их лептири и инсекти. Плод је дугуљаста чаура, дуга до 6 мм и пуна семена.
- Осушени ризоми
- Наспрамни листови са карактеристичном нерватуром
- Лисна розета приземних листова
- Пролећни пупољци
- Цветови карактеристично скупљени по „спратовима” на врху стабљике и у пазусима листова
- Цвет

## Станиште и услови средине
У природи жута линцура расте на јако неприступачним, планинским, каменитим теренима. Земљиште не бира и добро расте како на лаком, песковитом или иловастом, тако и на тешком, глиновитом тлу. Воли умерено влажна али добро дренирана земљишта, док је на pH вредност индиферентна (одговарају јој како кисела, тако и неутрална и базна). Воли осунчане положаје, али добро расте и у полусенци. Отпорна је на мраз. Расте споро, али је дуговечна врста. Корен може доживети и више од 50 година и при томе достићи тежину и до 6 кг.

## Употреба
Линцура је као лек позната преко 2000 година. Први писани трагови о употреби линцуре као лековите биљке могу се прочитати у делима Плинија и Диоскорида. У овим делима они описују лековито дејство мелема од линцуре на ране настале од уједа змија и бесних животиња. Ипак, истраживањима хемијског састава и активних материја детаљније се приступило тек у 20. веку. У научној, као и у народној медицини као лековита дрога користи се корен жуте линцуре (Gentianae luteae radix). Садржи хетерозиде горког укуса који су њени главни лековити састојци и неки међу њима се сматрају најгорчим супстанцама (горчина се осећа чак у разблажењу 1: 58.000.000). Због тога је линцура најтипичнији и најбољи amarum tonicum. Горчином својих хетерозида стимулише покретљивост желуца и изазива јаче лучење желудачног сока, појачава пражњење жучне кесе и лучење жучи. Велико преимућство линцуре је што не садржи танин, па се може мешати са многим другим биљкама у разним комбинацијама са својственим лековитим дејством. У научној медицини најчешће се користи као средство за јачање организма, а у народној медицини, посебно у планинским крајевима, користи се против болова у стомаку и грудима, грознице, за јачање, за побољшање апетита. Корен се најчешће ставља у ракију (понекад и у вино) или се кува. Такође се користи у лечењу анорексије, атоничне диспепсије, гастроинтестиналне атоније, а посебно код диспепсије са анорексијом.
Код употребе жуте линцуре постоје и извесне контраиндикације, па тако не би требало да је користе особе са повишеним крвним притиском и чирем. Такође утиче и на менструални циклус, а постоје и подаци о мутагеном дејству, па се не саветује њено коришћење у току трудноће и лактације.
Осим као лековита врста, жута линцура се веома много користи у производњи алкохолних пића. Тако је, на пример, неизбежан састојак у Кампарију, али је чувена и наша домаћа ракија Линцура.

### Прикупљање
Жута линцура вековима се прикупља на природним стаништима широм Европе, па тако и код нас. Коренови линцуре ваде се у јесен и то само од старијих биљака. Крупније корење се сече уздуж, а затим се суши на сунцу или у сушарама. Осушено корење има жућкасто беличасту боју.
Током 20. века била је веома важна привредна врста. Како је њен медицински значај велики, а веома се користи и у индустрији алкохолних пића, имала је велику откупну вредност и многе породице у забаченим планински крајевима живеле су од сакупљања линцуре (петочлана породица могла је дневно да ископа и до 500 кг корена). У годинама пред Други светски рат дошло је до појаве стихијске експлоатације која је довела готово до истребљења ове, али и сличних врста, на њиховим природним стаништима.

### Угроженост и заштита
Због нерационалног прикупљања подземних изданака, опстанак жуте линцуре (али и њој сличних врста) и даље је угрожен. Зато је ова врста заштићена законом и налази се под режимом неге и заштите Завода за заштиту природе Србије, који спроводи програм враћања жуте линцуре на природно станиште. Старе планине.
| Код прикупљања ризома жуте линцуре (што важи за све самоникле врсте код којих се сакупљају подземни делови) неопходно је одсећи коренову главу (горњи део корена, из ког се развија стабло) и вратити је у земљу, како би се следеће године из ње развила нова биљка. Уколико корен има више глава, треба их раздвојити и посебно посадити у садне јаме. На овај начин обезбеђује се поновљена богата берба већ после неколико година. Управо је занемаривање овог правила, односно нестручно и неодговорно брање, довело до опасности од истребљења жуте линцуре на природним стаништима. |

### Гајење линцуре
Један од начина заштите линцуре на природним стаништима, али и за добијање најквалитетније сировине, свакако је плантажно гајење. Жута линцура може се успешно гајити и ван свога природног ареала. Познати су појединачни примери узгоја у Енглеској, али као вртне биљке. Плантажа жуте линцуре може се формирати директном сетвом, садњом расада или коренових резница. Узгој на плантажи траје 5-6 година. Култура даје најбољи принос ако се гаји у условима сличним онима на природном станишту, у првом реду на надморским висинама изнад 1.500 м.

## Занимљивости
- У нашем народу корен линцуре се, осим као лек против болести људи и животиња, употребљавао и као „лек против мађија”, како је, почетком 20. века, у околини Лесковца забележио наш чувени историчар религије Веселин Чајкановић.[16]

## Сличност са отровном чемериком
Жута линцура (или често само линцура) на први поглед веома је слична отровној врстама из рода чемерика (Veratrum), са којима се често може наћи заједно, на истом станишту, па је неискусним берачима лако да их помешају. Обе врсте су вишегодишње и расту на сличним стаништима.
Ризом:
- код ЛИНЦУРЕ је јако дугачак, дебео и разгранат, споља смеђе до тамносмеђе боје, а на пресеку жут
- код ЧЕМЕРИКЕ је кратак, јајолик, усправно постављен и обрастао корењем

- линцура
- чемерика

Листови су веома слични, елиптични, изражене паралелне нерватуре:
- код ЛИНЦУРЕ су наспрамно постављени
- код ЧЕМЕРИКЕ су наизменични

- линцура
- чемерика

- линцура - лисна розета
- чемерика - лисна розета

Цветови:
- код ЛИНЦУРЕ су жути, распоређени у пршљенове у пазуху листова на горњем делу стабљике
- код ЧЕМЕРИКЕ су бели, скупљени у метличасту цваст на врху стабљике

- линцура
- чемерика